# Cojutepeque
Cojutepeque è il capoluogo del dipartimento di Cuscatlán, in El Salvador.

## Cultura

### Cucina
La città è famosa in tutto l'El Salvador per le sue salsicce (los chorizos de Cojutepeque).